# Thomond Park
Thomond Park é um estádio localizado em Limerick, Munster, Irlanda, possui capacidade total para 25.600 pessoas, é a casa do time de rugby Munster Rugby. O estádio foi inaugurado em 1940, passando por uma reforma em 1998 e 2008.